# Euphorbia gorgonis
Euphorbia gorgonis är en törelväxtart som beskrevs av Alwin Berger. Euphorbia gorgonis ingår i släktet törlar, och familjen törelväxter. Inga underarter finns listade i Catalogue of Life.